# 蓑谷穆
蓑谷 穆（みのたに たかし、1932年10月7日 - 2016年4月17日）は、日本の実業家。株式会社みの谷取締役会長で、高山商工会議所会頭、一般財団法人金森公顕彰会理事長も務めた。

## 生涯
岐阜県出身。岐阜県立斐太高等学校在学中に家業の「みの谷」を継ぎ、1951年に同校を卒業後、1953年に同社代表取締役に就任した。
1982年から飛騨高山観光協会（現・飛騨・高山観光コンベンション協会）会長を30年間務めた。観光と商工業が一体となったまちづくりを目指し、高山市の国際観光都市としての発展を推進した。
1998年から15年間、高山商工会議所の会頭を務める。
2004年、国土交通省が制定した「観光カリスマ百選」に、「外客受入」類型の一人として選任される。
2016年4月17日、肝臓癌により死去（満83歳没）。没後、高山市名誉市民に選定される。

## 顕彰
- 2007年 - 第57回岐阜新聞大賞（観光振興部門）
- 2008年 - 旭日小綬章